# Velika nagrada Francije 2019
Velika nagrada Francije 2019 je osma dirka Svetovnega prvenstva Formule v sezoni 2019. Odvijala se je 23. junija 2019 na dirkališču Paul Ricard. Zmagal je Lewis Hamilton, Mercedes, drugo mesto je osvojil Valtteri Bottas, oba Mercedes, tretji pa je bil Charles Leclerc, Ferrari.

## Rezultati

### Kvalifikacije
| Poz  | Št | Dirkač             | Konstruktor               | 1. del   | 2. del   | 3. del   | Št. m. |
| ---- | -- | ------------------ | ------------------------- | -------- | -------- | -------- | ------ |
| 1    | 44 | Lewis Hamilton     | Mercedes                  | 1:30,609 | 1:29,520 | 1:28,319 | 1      |
| 2    | 77 | Valtteri Bottas    | Mercedes                  | 1:30,550 | 1:29,437 | 1:28,605 | 2      |
| 3    | 16 | Charles Leclerc    | Ferrari                   | 1:30,647 | 1:29,699 | 1:28,965 | 3      |
| 4    | 33 | Max Verstappen     | Red Bull Racing-Honda     | 1:31,327 | 1:30,099 | 1:29,409 | 4      |
| 5    | 4  | Lando Norris       | McLaren-Renault           | 1:30,989 | 1:30,019 | 1:29,418 | 5      |
| 6    | 55 | Carlos Sainz Jr.   | McLaren-Renault           | 1:31,073 | 1:30,319 | 1:29,522 | 6      |
| 7    | 5  | Sebastian Vettel   | Ferrari                   | 1:31,075 | 1:29,506 | 1:29,799 | 7      |
| 8    | 3  | Daniel Ricciardo   | Renault                   | 1:30,954 | 1:30,369 | 1:29,918 | 8      |
| 9    | 10 | Pierre Gasly       | Red Bull Racing-Honda     | 1:31,152 | 1:30,421 | 1:30,184 | 9      |
| 10   | 99 | Antonio Giovinazzi | Alfa Romeo Racing-Ferrari | 1:31,180 | 1:30,408 | 1:33,420 | 10     |
| 11   | 23 | Alexander Albon    | Scuderia Toro Rosso-Honda | 1:31,445 | 1:30,461 |          | 11     |
| 12   | 7  | Kimi Räikkönen     | Alfa Romeo Racing-Ferrari | 1:30,972 | 1:30,533 |          | 12     |
| 13   | 27 | Nico Hülkenberg    | Renault                   | 1:30,865 | 1:30,544 |          | 13     |
| 14   | 11 | Sergio Pérez       | Racing Point-BWT Mercedes | 1:30,964 | 1:30,738 |          | 14     |
| 15   | 20 | Kevin Magnussen    | Haas-Ferrari              | 1:31,166 | 1:31,440 |          | 15     |
| 16   | 26 | Daniil Kvjat       | Scuderia Toro Rosso-Honda | 1:31,564 |          |          | 19     |
| 17   | 8  | Romain Grosjean    | Haas-Ferrari              | 1:31,626 |          |          | 16     |
| 18   | 18 | Lance Stroll       | Racing Point-BWT Mercedes | 1:31,726 |          |          | 17     |
| 19   | 63 | George Russell     | Williams-Mercedes         | 1:32,789 |          |          | 20     |
| 20   | 88 | Robert Kubica      | Williams-Mercedes         | 1:33,205 |          |          | 18     |
| Vir: |    |                    |                           |          |          |          |        |

### Dirka
| Poz  | Št | Dirkač             | Konstruktor               | Krogi | Čas/Odstop  | Št. m. | Toč |
| ---- | -- | ------------------ | ------------------------- | ----- | ----------- | ------ | --- |
| 1    | 44 | Lewis Hamilton     | Mercedes                  | 53    | 1:24:31,198 | 1      | 25  |
| 2    | 77 | Valtteri Bottas    | Mercedes                  | 53    | +18,056     | 2      | 18  |
| 3    | 16 | Charles Leclerc    | Ferrari                   | 53    | +18,985     | 3      | 15  |
| 4    | 33 | Max Verstappen     | Red Bull Racing-Honda     | 53    | +34,905     | 4      | 12  |
| 5    | 5  | Sebastian Vettel   | Ferrari                   | 53    | +1:02,796   | 7      | 11  |
| 6    | 55 | Carlos Sainz Jr.   | McLaren-Renault           | 53    | +1:35,462   | 6      | 8   |
| 7    | 7  | Kimi Räikkönen     | Alfa Romeo Racing-Ferrari | 52    | +1 krog     | 12     | 6   |
| 8    | 27 | Nico Hülkenberg    | Renault                   | 52    | +1 krog     | 13     | 4   |
| 9    | 4  | Lando Norris       | McLaren-Renault           | 52    | +1 krog     | 5      | 2   |
| 10   | 10 | Pierre Gasly       | Red Bull Racing-Honda     | 52    | +1 krog     | 9      | 1   |
| 11   | 3  | Daniel Ricciardo   | Renault                   | 52    | +1 krog     | 8      |     |
| 12   | 11 | Sergio Pérez       | Racing Point-BWT Mercedes | 52    | +1 krog     | 14     |     |
| 13   | 18 | Lance Stroll       | Racing Point-BWT Mercedes | 52    | +1 krog     | 17     |     |
| 14   | 26 | Daniil Kvjat       | Scuderia Toro Rosso-Honda | 52    | +1 krog     | 19     |     |
| 15   | 23 | Alexander Albon    | Scuderia Toro Rosso-Honda | 52    | +1 krog     | 11     |     |
| 16   | 99 | Antonio Giovinazzi | Alfa Romeo Racing-Ferrari | 52    | +1 krog     | 10     |     |
| 17   | 20 | Kevin Magnussen    | Haas-Ferrari              | 52    | +1 krog     | 15     |     |
| 18   | 88 | Robert Kubica      | Williams-Mercedes         | 51    | +2 kroga    | 18     |     |
| 19   | 63 | George Russell     | Williams-Mercedes         | 51    | +2 kroga    | 20     |     |
| Ods  | 8  | Romain Grosjean    | Haas-Ferrari              | 44    |             | 16     |     |
| Vir: |    |                    |                           |       |             |        |     |